# دشمنان زرتشت
گاتاها از برخی دشمنان شخصی زرتشت، مانند بندو و گرهمه نام می‌برد که همیشه مانعی در برابر او بودند. بنابراین، وی از قبیله خود می‌گریزد و به کی گشتاسپ، پادشاه ایران، پناه می‌برد. در قسمتی از سرودها، نام کاوی، کرپان و اوسیج یک‌جا در زمره دشمنان آیین زرتشتی آمده‌است. دیگر از دشمنان که پیامبر از وی یاد می‌کند، مردی به نام بندوه است بندوه سمت کهانت و روحانیت داشته‌است. گرهما نیز، از دیویسنان و کاهنان آیین قدیم بوده‌است. در گاثاها، از دشمنی به نام گئوتاما نیز نام برده شده‌است. دشمنان زرتشت بر اساس این آیین کسانی هستند که از کشاورزی گریزان بوده و به شکارورزی علاقه‌مند بودند؛ و گاوها را قربانی کرده یا به آن‌ها آسیب می‌رساندند؛ گروهی دیگر نیز کسانی که دست از آیین کهن بازنداشته بودنددشمنان زرتشت در گات‌ها: در گات‌ها از افراد خاصی به خوبی و از اشخاص خاصی به بدی یاد می‌شود.

## دشمنان زرتشت در گاتاها
اگر بخواهیم به‌طور دقیق در افراد منفی گات‌ها نزدیک شویم می‌توانیم آن‌ها را افرادی ببینیم که زرتشت در یک بند یا چند بند از آنان و اعمال بد آن‌ها ذکر کرده‌است: ۱- آموزگاران کج اندیش ۲- کرپان‌ها ۳- کاوی‌ها ۴- گرهما ۵- جمشید پسر ویونگهان ۶- بندو ۷- اوسیخش ۸- کرپ‌ها
آنچه که مسلم است اینست که زرتشت این اشخاص را براساس معیارهای دینی و فکری خود سنجیده‌است و این افراد تا قبل از ظهور زرتشت احتمالاً با آرامش خاصی که در نتیجه اعمال قدرت بوده به کار خود می‌پرداخته‌اند؛ ولی پس از فعالیت‌های زرتشت و راهنمایی‌های او که موجب بیداری مردم می‌شد اختلافات مورد بحث پیش آمده و بعد از عمیق شدن و استمرار تبلیغات وی همان جنگ‌ها و ناآرامی‌ها پیش آمده‌است و زرتشتی در گات‌ها بندهای قابل توجهی را به این دشمنان اختصاص داده‌است؛ که در اینجا به ذکر تعدادی از آن‌ها می‌پردازیم.
در مورد آموزگاران تحریف گر بندهایی که به‌طور مستقیم اشاره شده باشد در حدود ۴ بند است که از هات ۳۲ بند ۹ شروع تا هات ۳۲ بند ۱۲ ادامه می‌یابد. در هات ۳۲ بند ۹ بدکاری آنان را در تحریف تعالیم مذهبی و آموزشهای نادرست می‌داند. «آموزگار کج اندیش تعالیم مذهبی را تحریف کرده و با آموزش‌های نادرست خود انسان را گمراه و از هدف اصلی زندگی منحرف می‌سازد. او انسان را از توجه به سرمایه گرانبهای راستی و درستی و اندیشه پاک بازمی‌دارد…» در هات ۳۲ بند ۱۱، نیز زرتشت گناه آنان را بزرگ شمردن ثروتمندان ستمگر و ایجاد فساد بین قشرها جامعه می‌داند: «ای خداوند خرد، آموزگاران کج اندیش بدکاران را به واسطه شکوه و جلال مادی بزرگ می‌شمارند و زنان و مردان شریف را از رسیدن به آرزوی خود و برخورداری از بخشایش ایزدی بازمی‌دارند. پارسایان و راستی گرایان را پریشان و منحرف می‌سازند و زندگانی را فاسد و تباه می‌سازند.» در بند بعدی زرتشت اشاره به همکاری این افراد با گرهما و کرپان‌ها می‌نماید و آینده تیره‌ای را برای آن‌ها پیش‌بینی می‌کند. «آموزگاران گمراه‌کننده با آموزش نادرست کوشش می‌کنند مردم را از انجام کارنیک و شایسته بازدارند و با گفتار فریبنده مردم را گمراه ساخته و زندگانی آن‌ها را تباه سازند. آنان در اثر کج اندیشی گرگان درنده‌ای چون گرهما و کرپان‌ها را بر راستان و پاکان برتری داده و برای‌هواخواهان دروغ‌آرزوی‌سروری می‌کنند ولی مزدا خداوند خرد برای آنان کیفر سختی مقرر داشته‌است»
از دیگر گروه‌های دشمن زرتشت کرپان‌ها هستند. آن‌طور که در کتب آموزشی دین ما گفته می‌شود کرپان شخصی بوده که مسؤول دینی دین‌های دروغین بوده و قواعد و دستورها این ادیان را ساخته و ترویج می‌دادند. در هات ۴۴ بند ۲۰ کرپان‌ها را در کنار کاوی‌ها و اوسیخش نشان می‌دهد و زرتشت در این بند این سه را در کنار هم در یک بند معرفی می‌کند «ای مزدا از تو می‌پرسم چه طور امکان دارد دیوان از شهریاران نیک باشند، کسانی که برای ارضای هوس‌های خویش و انجام مقاصد خودخواهانه می‌جنگند و با کمک کرپان و کاویان و اوسیخش جهان را به دست خشم و نفرت سپرده جهانیان را به ناله و فغان درمی‌آورند. آیا اینها هیچ کوششی برای پیشرفت و آبادانی جهان در پرتو راستی خواهند کرد.» در هات ۵۱ بند ۱۴، به توضیح فعالیت‌ها و کارهای کرپان‌ها پرداخته شده‌است. «کرپان‌ها هیچ وقت نسبت به دستورها و قوانین الهی توجه ننموده و احترامی نمی‌گذارند. آنان خدمتگزاران جهان را با کردارهای زشت و آموزش‌های نادرست خویش به تباهی می‌کشانند و سرانجام در نتیجه آموزش‌های گمراه‌کننده خود نیز به سرای دروغ یا دوزخ اندر خواهند شد.»
دیگر دشمنان زرتشت کاوی‌ها یا کاویان بوده‌اند. این افراد نیز به نقل از آنچه در کتب درسی دینی آموزش داده می‌شود کسانی بودند که دستورها و قواعد دینی دروغین را که توسط کرپان‌ها تهیه می‌شد به اجرا درمی‌آوردند. در گات‌ها گاهی این افراد در کنار دیگر دشمنان زرتشت نقل شده‌است و گاهی به تنهایی. در هات ۳۲ بند ۴ زرتشت نام کاوی‌ها را در کنار گرهما آورده و ایشان را موجب فساد و تباهی جهان می‌داند. در هات ۴۶ بند ۱۱، زرتشت از اتحاد کاو. یان و کرپان‌ها صحبت کرد و به آنان پل چینوت را یادآوری می‌کند. «کاویان و کرپان‌ها متحد گشته و سعی می‌کنند با کردار زشت و سیاه خود زندگانی معنوی مردم را تباه سازند ولی هنگامی که به نزدیک پل چینوت رسند از روان و وجدان خود شرمسار گشته و سختی و آزار ببینند و برای همیشه مجبور به زندگی در سرای دروغ خواهند شد.» در هات ۵۱ بند ۱۲ هم آمده «فریب خوردگان مکتب کاوی هیچ‌گاه در دوران زندگی خویش زرتشت اسپنتمان را خرسند و خشنود نمی‌سازند. گرچه افرادی هستند که با کوشش می‌توانند به رسایی رسند و رستگار شوند»
دیگر دشمن زرتشت گرهماست. این فرد یا گروه نیز، مانند افراد پیش در کنار دیگران و گاه به تنهایی در بندهایی ذکر شده‌اند. در هات ۳۲ بند ۱۳ آمده «قدرتی که این گرگان حریص یعنی گرهماها در راه تبه کاری و کج منشی به دست می‌آورند سرانجام موجب بدبختی و تباهی زندگی خود آن‌ها خواهد گشت. ای خداوند خرد آنگاه همین گرگان آزمند با میل شدید آرزوی پیام مقدس تو را خواهند داشت» در هات ۳۲ بند۱۴ نیز آمده «دیربازی است که گرهمای آزمند با کمک کاوی‌ها اندیشه و نیروی خود را برای به دام انداختن پیام‌آور تو متمرکز ساخته‌اند. آنان از هواخواهان دروغ و گمراهان یاری جویند و برای جهان آفرینش فساد و تباهی آرزو کنند بدین امید که ایزد هوم (شکست ناپذیر) آن‌ها را یاری خواهد کرد»
جمشید ویونگهان دیگر مخالف زرتشت بوده که در یک بند زرتشت به معرفی و نکوهش او می‌پردازد. در هات ۳۲ بند ۸ آمده «جمشید پسر ویونگهان یکی از آن گناهکاران شناخته شده‌است. زیرا برای جلب خشنودی مردم و ارضای نفس خویش خداوند جهان را خوار شمرد. ای خداوند خرد من نسبت به داوری تو در روز واپسین رضایت کامل دارم.»
گعوتما اسم یکی از دیویسنان و از رقبای زرتشت است جز در فقره ۱۶ از فروردین یشت دیگر در هیچ جای اوستا و نه در هیچ کتب پهلوی اسمی از او برده نشده‌است. معنی اسم آن معلوم نیست در سانسکریت اسم طبقه‌ای از سرود گویان وید است و نیز اسم بودا باشد. در فروردین یشت مناظره بین زرتشت و او درمی‌گیرد. بعضی نیز معنی اسم را دهقان می‌دانند. به هر حال او یکی از دشمنان زرتشت شناخته شده انچنان که اوستا گفته است.
از دیگر مخالفان زرتشت که در گات‌ها نام برده شده‌است فردی به نام «بندو» که در دو بند پیاپی به شرح شخصیت و کارهای وی پرداخته شده‌است. هات ۴۹ بند ۱ «ای مزدای پاک بی‌همتا، بندو بزرگ‌ترین سد راه من است و همیشه با گمراه کردن مردم احساس خرسندی می‌کند. ای بخشنده مهربان به سوی من آی و مرا توانایی بخش تا در پرتو منش پاک بر او دست یافته و او را از گمراهی رهایی بخشم و از پاداش نیک برخوردار گردم» «به درستی زشت کاری‌های بندو مرا نگران ساخته‌است، زیرا آموزش‌های او جز دروغ و فریب و گمراه ساختن مردم و دور نگهداشتن آنان از راستی و پاکی چیزدیگری نیست. او هیچ‌گاه نسبت به پروردگار دلبستگی و ایمانی پاک و استوار نشان نمی‌دهد و لحظه‌ای مزدا با اندیشه پاک و ضمیر روشن به تو نمی‌اندیشد.»
اوسیخش یکی دیگر از کارشکنان نامبرده شده در گات‌ها در هیچ بندی به تنهایی ذکر نشده‌است ولی در همان در کنار کرپان و کاویان نام وی ذکر شده‌است که بند مورد نظر قبلاً آورده شد. کرپ‌ها نیز به تنهایی در هیچ بندی ذکر نشده‌است ولی در هات ۳۲ بند ۱۵ در کنار کرپان‌ها نقل شده‌است. در این بند آمده «به راستی که کرپ‌ها و کرپان‌ها (کسانی به امر الهی گوش شنوایی نداشتند و جلال و بزرگی خداوند را نادیده می‌گرفتند یا به عبارت دیگر کوران و کران عمد که حاضر به شنیدن حقیقت نبودند) سرانجام به دست همان کسانی که (منظور سرایندگان کلام مقدس و هواخواهان راستی) از آن‌ها سلب آزادی کرده‌اند شکست خورده و تباه خواهند گشت و آنان که از نعمت آزادی محروم بوده‌اند در پرتو دو بخشش ایزدی (کمال و جاودانی) از سرای منش پاک یا بهشت بهره خواهند برد.»